# Campeonato Mundial de Atletismo de 2019 - 20 km marcha atlética feminina
A competição da marcha atlética feminina 20 km no Campeonato Mundial de Atletismo de 2019 foi realizada em Doha, no Catar, no dia 29 de setembro.

## Recordes
Antes da competição, os recordes eram os seguintes: 
| Recorde mundial                               | Liu Hong (CHN)                 | 1:24:38 | Corunha, Espanha      | 6 de junho de 2015      |
| Recorde do campeonato                         | Olimpiada Ivanova (RUS)        | 1:25:41 | Helsínquia, Finlândia | 7 de agosto de 2005     |
| Recorde do ano                                | Elena Lashmanova (RUS)         | 1:24:31 | Sochi, Rússia         | 18 de fevereiro de 2019 |
| Recorde da África                             | Grace Wanjiru Njue (KEN)       | 1:30:40 | Nairóbi, Quénia       | 6 de junho de 2018      |
| Recorde da Ásia                               | Liu Hong (CHN)                 | 1:24:38 | Corunha, Espanha      | 6 de junho de 2015      |
| Recorde da América do Norte, Central e Caribe | María Guadalupe González (MEX) | 1:26:17 | Roma, Itália          | 7 de maio de 2016       |
| Recorde da América do Sul                     | Glenda Morejón (ECU)           | 1:25:29 | Corunha, Espanha      | 8 de junho de 2019      |
| Recorde da Europa                             | Elena Lashmanova (RUS)         | 1:25:02 | Londres, Grã Bretanha | 11 de agosto de 2012    |
| Recorde da Oceania                            | Jane Saville (AUS)             | 1:27:44 | Naumburg, Alemanha    | 2 de maio de 2004       |

## Medalhistas
| Ouro           | Prata                 | Bronze             |
| Liu Hong (CHN) | Qieyang Shenjie (CHN) | Yang Liujing (CHN) |

## Tempo de qualificação
| Tempo de qualificação |
| --------------------- |
| 1:33:30               |

## Calendário
| Data                   | Horário | Fase  |
| ---------------------- | ------- | ----- |
| 29 de setembro de 2019 | 23:30   | Final |

Todos os horários estão no horário local (UTC+3)

## Resultado final
A final ocorreu dia 29 de setembro às 23:59. 
| Pos.              | Atleta                 | Nacionalidade   | Tempo   | Notas                |
| ----------------- | ---------------------- | --------------- | ------- | -------------------- |
| Medalha de ouro   | Liu Hong               | China           | 1:32:53 |                      |
| Medalha de prata  | Qieyang Shenjie        | China           | 1:33:10 |                      |
| Medalha de bronze | Yang Liujing           | China           | 1:33:17 |                      |
| 4                 | Érica de Sena          | Brasil          | 1:33:36 |                      |
| 5                 | Sandra Arenas          | Colômbia        | 1:34:16 |                      |
| 6                 | Kumiko Okada           | Japão           | 1:34:36 |                      |
| 7                 | Nanako Fujii           | Japão           | 1:34:50 |                      |
| 8                 | María Pérez            | Espanha         | 1:35:43 |                      |
| 9                 | Ana Cabecinha          | Portugal        | 1:36:31 |                      |
| 10                | Jemima Montag          | Austrália       | 1:36:54 |                      |
| 11                | Saskia Feige           | Alemanha        | 1:37:14 |                      |
| 12                | Mirna Ortiz            | Guatemala       | 1:37:32 |                      |
| 13                | Antonella Palmisano    | Itália          | 1:37:36 | Recorde da temporada |
| 14                | Darya Paluektava       | Bielorrússia    | 1:37:42 |                      |
| 15                | Raquel González        | Espanha         | 1:38:02 |                      |
| 16                | Yehualeye Beletew      | Etiópia         | 1:38:11 |                      |
| 17                | Valentina Trapletti    | Itália          | 1:38:22 |                      |
| 18                | Karla Jaramillo        | Equador         | 1:38:26 |                      |
| 19                | Anežka Drahotová       | Chéquia         | 1:38:29 |                      |
| 20                | Nadiya Borovska        | Ucrânia         | 1:38:35 | Recorde da temporada |
| 21                | Katarzyna Zdziebło     | Polónia         | 1:38:44 |                      |
| 22                | Antigoni Drisbioti     | Grécia          | 1:38:56 |                      |
| 23                | Živilė Vaiciukevičiūtė | Lituânia        | 1:39:26 |                      |
| 24                | Meryem Bekmez          | Turquia         | 1:39:36 |                      |
| 25                | Glenda Morejón         | Equador         | 1:39:38 |                      |
| 26                | Grace Wanjiru Njue     | Quênia          | 1:39:58 |                      |
| 27                | Alana Barber           | Nova Zelândia   | 1:40:59 |                      |
| 28                | Ángela Castro          | Bolívia         | 1:41:15 |                      |
| 29                | Inna Kashyna           | Ucrânia         | 1:41:44 |                      |
| 30                | Ching Siu Nga          | Hong Kong       | 1:42:55 |                      |
| 31                | Yana Smerdova          | Atletas Neutros | 1:43:49 |                      |
| 32                | Valeria Ortuño         | México          | 1:43:51 |                      |
| 33                | Laura García-Caro      | Espanha         | 1:44:05 |                      |
| 34                | Rachel Seaman          | Canadá          | 1:45:40 |                      |
| 35                | Maria Michta-Coffey    | Estados Unidos  | 1:46:02 | Recorde da temporada |
| 36                | Noelia Vargas          | Costa Rica      | 1:46:30 |                      |
| 37                | Ilse Guerrero          | México          | 1:46:32 |                      |
| 38                | Mayra Pérez            | Guatemala       | 1:46:42 |                      |
| 39                | Viktória Madarász      | Hungria         | 1:47:38 |                      |
| 40                | Leyde Guerra           | Peru            | DNF     | DNF                  |
| 40                | Viviane Lyra           | Brasil          | DNF     | DNF                  |
| 40                | Chahinez Nasri         | Tunísia         | DNF     | DNF                  |
| 40                | Katie Hayward          | Austrália       | DSQ     | 230.7(c)             |
| 40                | Ayşe Tekdal            | Turquia         | DSQ     | 230.7(c)             |
| 40                | Yang Jiayu             | China           | DSQ     | 230.7(c)             |

Legenda
| Recorde mundial       | Recorde mundial (World record)               |                       | Recorde africano                      | Recorde africano (African) |                                           | Q | Classificado por posição (Qualified) |
| Recorde do campeonato | Recorde do campeonato (Championship record)  | Recorde da América    | Recorde da América (Americas)         | q                          | Classificado por melhor tempo (Qualified) |   |                                      |
| Melhor marca do ano   | Melhor marca do ano (World leading)          | Recorde asiático      | Recorde asiático (Asian)              | DNS                        | Não largou (Did not start)                |   |                                      |
| Recorde nacional      | Recorde nacional (National record)           | Recorde europeu       | Recorde europeu (European)            | DNF                        | Não terminou (Did not finish)             |   |                                      |
| Recorde pessoal       | Recorde pessoal do atleta (Personal best)    | Recorde da Oceania    | Recorde da Oceania (Oceania)          | DSQ / DQ                   | Desclassificado (Disqualified)            |   |                                      |
| Recorde da temporada  | Recorde da temporada do atleta (Season best) | Recorde sul-americano | Recorde sul-americano (South America) | NM                         | Sem marca (No mark)                       |   |                                      |